# رازم (المحابشة)

تعديل مصدري - تعديل

رازم هي إحدى قرى عزلة حجر بمديرية المحابشة التابعة لمحافظة حجة، بلغ تعداد سكانها 651 نسمة حسب تعداد اليمن لعام 2004.